# Dražen Ričl
Dražen Ričl Zijo ali Para ( Sarajevo, 12. marec 1962 — Beograd, 1. oktober 1986) je bil jugoslovanski glasbenik.

## Biografija
Richl je odraščal na Koševu z mamo Elviro, saj mu je oče Ferdinand umrl v otroštvu.  Končal je srednjo glasbeno šolo, kasneje pa se je vpisal na novinarstvo na Fakulteti za politične vede, kjer je zaključil prvi dve leti študija. Tam je spoznal Branka Đurića Đuro in Zlatka Bostandžića. Kmalu je začel igrati v skupini Ozbiljno pitanje, skupaj z Zlatkom Arslanagićem, nato pa še s skupino Elvis J. Kurtović . Vendar pa je v začetku leta 1985 Leta 2010 jih je zapustil in skupaj z Arslanagićem ustanovil skupino Crvena jabuka . V Zlajinem podstrešnem stanovanju pišejo pesmi za prvi album Crvene jabuke. V zasedbi so basist Aljoša Buha iz Zenice, klaviaturist Dražen Žerić Žera iz skupine Žaoke in bobnar Darko Jelčić Cunja, prav tako iz Zenice.

## Kariera
Ričl je bil nekaj časa voditelj na Radiu Sarajevo skupaj z bodočimi nadrealisti Neletom Karajlićem, Zlatkom Arslanagićem, Zenitom Đozićem in Borisom Šiberjem v humoristični oddaji in predhodnikih prvih nadrealistov PRIMUS (Priče i muzika subotom).  Veljal je za enega najboljših kitaristov sarajevske rock scene, zaradi česar je Elvis J. Kurtović je prejel naziv "Najhitrejše roke srednje Bosne, vključno s skupnostjo občin Tuzla". Igral je v prvi sezoni serije Top lista nadrealistov iz leta 1984 . leta. S skupino Crvena Jabuka je posnel album z naslovom Crvena Jabuka in TV spote za pesmi Bježi kišo s prozora, Sa tovojih usana, Nek te on ljubi in Dirlija .

## Smrt
Dražen Ričl se je 18. septembra 1986 . doživel prometno nesrečo, ko je šel z Arslanagićem in Buho na koncert v Mostar. Buha je umrl na kraju, Ričl pa je bil zaradi hudih telesnih poškodb premeščen v Beograd na VMA, a dva tedna pozneje, 1. oktobra 1986. leto, umrl. Pokopan je na sarajevskem pokopališču Bare. Na nagrobniku je v obliki odrezanega jabolka vgraviran stavek iz ene izmed njegovih pesmi:
Prođe avgust srećo moja,
Vrijeme da se rastane
Bilo je izgleda previše lijepo
Da nam tako ostane